# Iris iberica
Iris iberica är en irisväxtart som beskrevs av Christian von Steven. Iris iberica ingår i släktet irisar, och familjen irisväxter.

## Underarter
Arten delas in i följande underarter:
- I. i. elegantissima
- I. i. iberica
- I. i. lycotis

## Bildgalleri

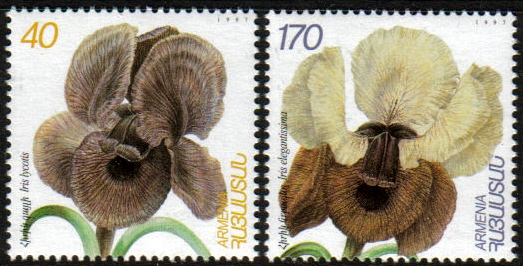